# 6136 Gryphon
6136 Gryphon este o planetă minoră (asteroid), cu un diametru de 15,583 km, din centura de asteroizi. A fost descoperită pe 22 decembrie 1990 la JCPM Yakiimo Station⁠(d) de Akira Natori⁠(d) și a fost numită după grifon. 
Obiectul prezintă o orbită caracterizată de o semiaxă mare de 3,024386 UAi, o excentricitate de 0,06, o înclinație de 11,17534 ° în raport cu ecliptica.